# Virginia Tucker

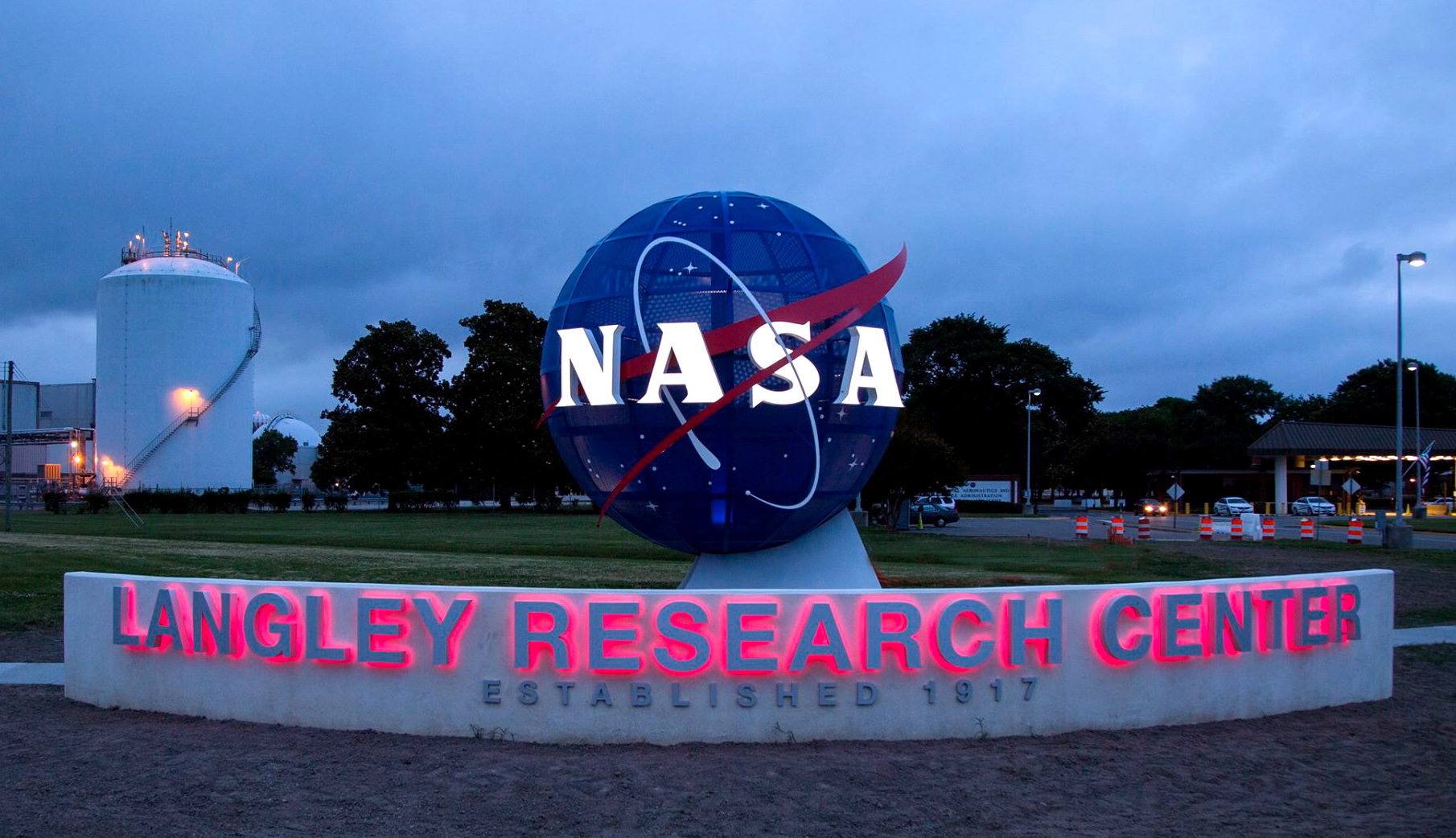
Eingang NASA Langley Research Center, 2017

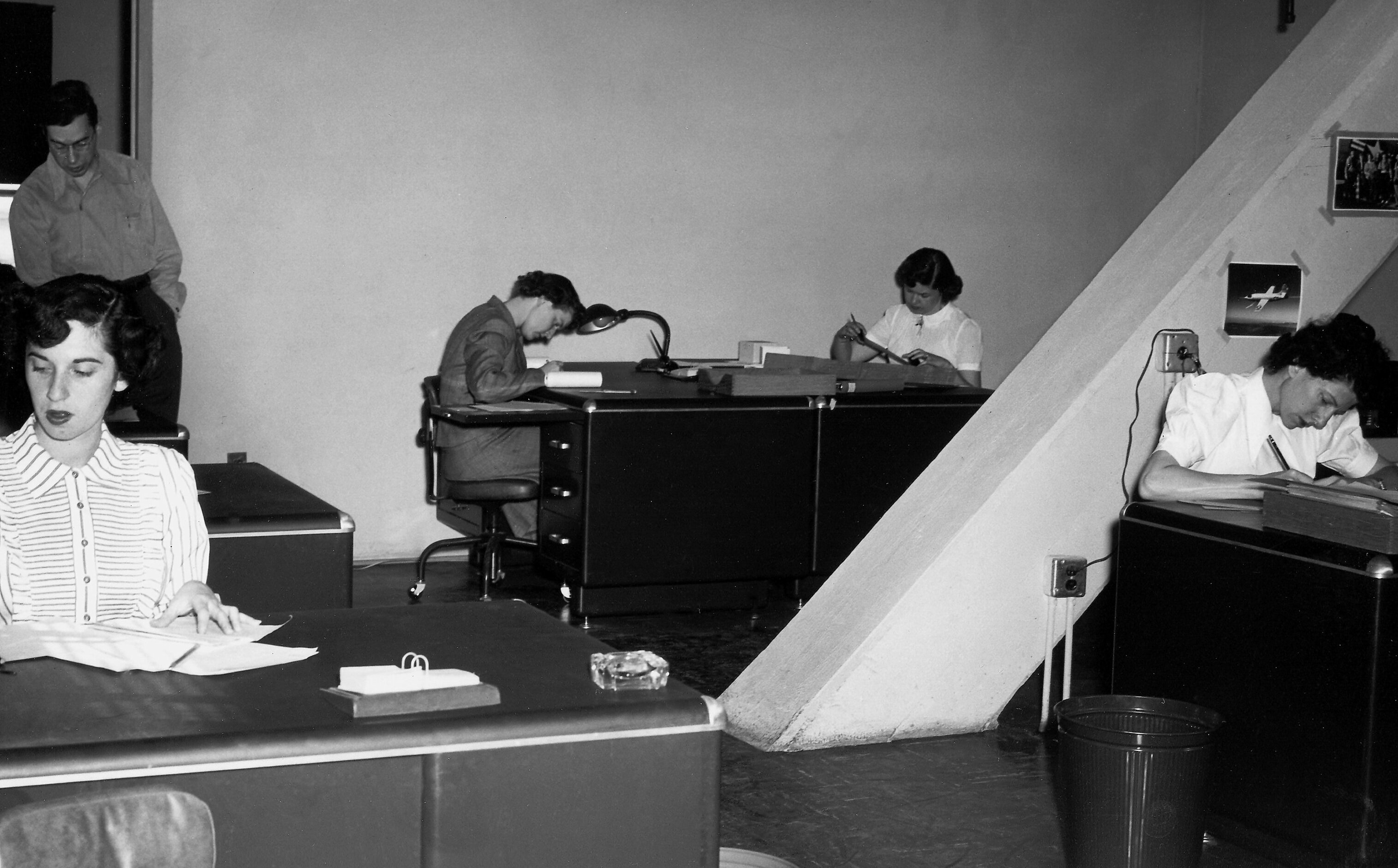
Die Frauen der Computerabteilung der NACA High-Speed Flight Research Station sind mit Testflugberechnungen beschäftigt, 1949

Virginia Layden Tucker (* 1909 in Hertford, North Carolina; † 19. Januar 1985) war eine US-amerikanische Mathematikerin. Sie war eine der ersten menschlichen Computer bei der NACA und arbeitete später als Aerodynamikerin.

## Leben und Werk
Tucker gehörte 1926 zu den ersten Absolventen der Perquimans High School und studierte anschließend an der University of North Carolina at Greensboro, wo sie 1930 einen Bachelor of Arts in Mathematik  mit Nebenfach Pädagogik erhielt. Sie lehrte die nächsten vier Jahre als Mathematiklehrerin an einer High School in ihrer Heimatstadt Hertford und legte die Prüfung für den öffentlichen Dienst ab.
1935 wurde sie für das Langley Memorial Aeronautical Laboratory, das damals wichtigste Forschungszentrum des National Advisory Committee for Aeronautics (NACA), eingestellt. Tucker war eine von fünf Frauen, die als menschliche Computer für die Verarbeitung der großen Datenmengen verantwortlich waren, die in der Einrichtung aus Flug-, Windkanal- und Luftfahrttests gesammelt wurden. Als 1939 der Zweite Weltkrieg begann, wurde die rasante Entwicklung von Luftfahrttechnologien zu einer der Hauptprioritäten des US-Militärs und als Folge davon wuchs die Nachfrage nach menschlichen Computern in Langley. Tucker half, viele Mathematikerinnen für das Programm zu rekrutieren und auszubilden und reiste zu Universitäten und Frauenhochschulen in den Südstaaten. Bis 1946 war Tucker der Overall Supervisor for Computing bei der NACA und leitete über 400 Frauen in Computerabteilungen.
Nach 12 Jahren bei der NACA verließ sie 1948 den öffentlichen Dienst, um bei einem der führenden Luftfahrtunternehmen der Vereinigten Staaten, der Northrop Corporation in Hawthorne (Kalifornien), als Aerodynamikerin tätig zu sein. Ihre Forschung konzentrierte sich hier auf Grenzschichten und die Erhöhung der Flugzeugeffizienz. Sie arbeitete mit einer Gruppe von Spezialisten zusammen, von denen viele seit 1945 aus Österreich, der Schweiz, Frankreich und Deutschland ausgewandert waren.
1955 wurde sie zur Direktorin der Sektion Los Angeles der Society of Women Engineers (SWE) gewählt. Von 1955 bis 1956 war sie Vorsitzende des National Finance Committee von SWE. 1957 war sie SWE-Repräsentantin im Los Angeles Technical Societies Council.
1965, nach 17 Jahren als Ingenieurin bei Northrop, kehrte sie nach Hertford zurück, um bis zu ihrer Pensionierung 1974 als Supervisor of Instruction and Evaluation in Perquimans County zu arbeiten. Sie verstarb im Alter von 75 Jahren.